# مجمع مدينة سيبو الرياضي

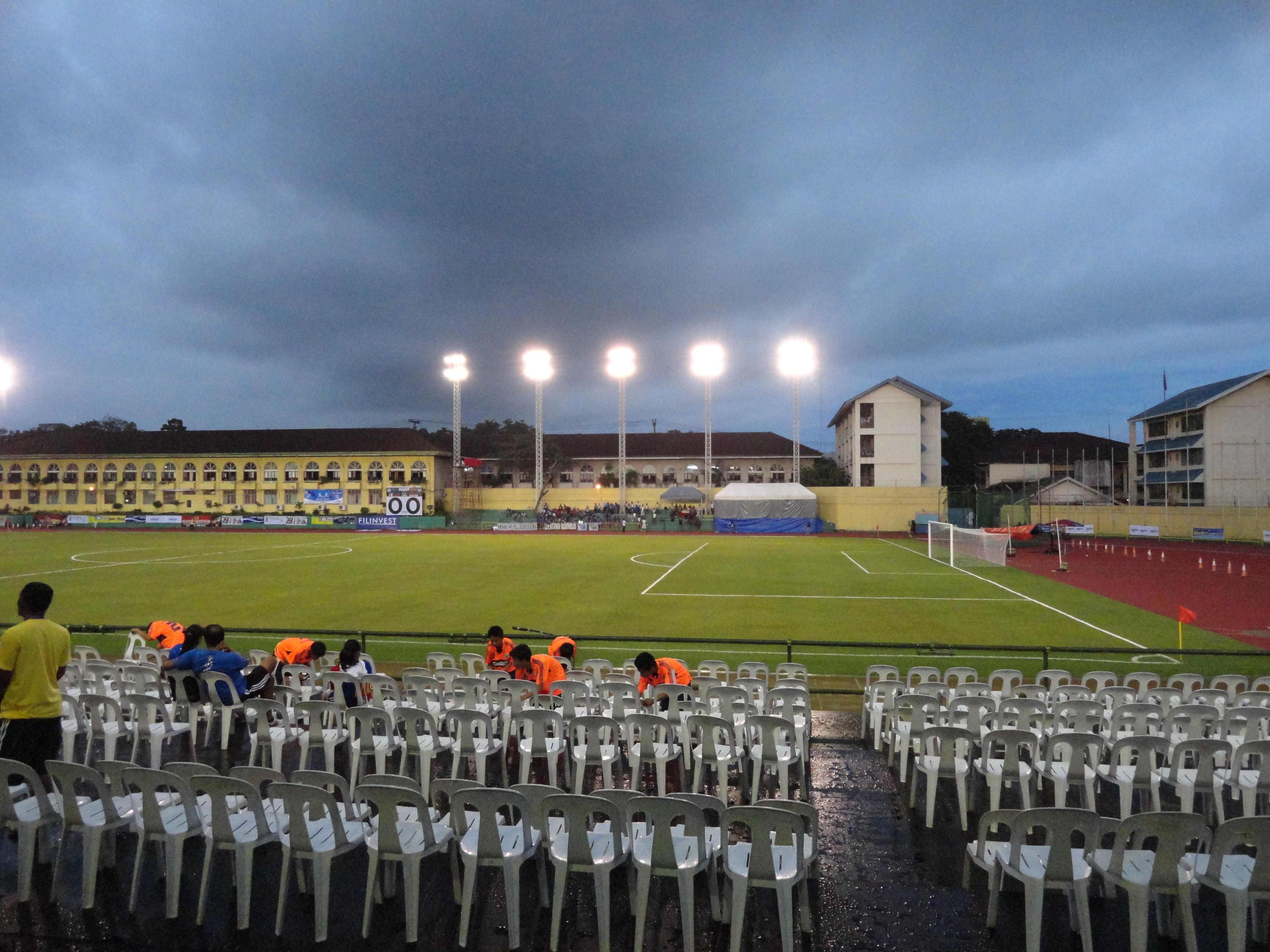

مجمع مدينة سيبو الرياضي هي صالة كبيرة تقع في مدينة سيبو، الفلبين. تم بناء المجمع من قبل المدينة لاحتضان الأحداث الكبيرة بمختلف أنواعها.